# 春陽 (花譜の曲)
「春陽」（しゅんよう）は、花譜×くじらの楽曲で、「組曲」の第6弾である。2022年3月23日に配信シングルとしてリリースされた。前日にYouTube上でミュージックビデオの予告編が公開され、3月25日に本編が公開された。
花譜がソロで歌う楽曲で、作詞・作曲・編曲は全てくじらが行っている。

## 背景と特色
「組曲」は花譜がリアルのアーティストやコンポーザーとコラボレーションする企画である。
2022年3月に高校を卒業した花譜に向けて、作曲家のくじらが「卒業」、「旅立ち」や「春」をテーマに書き下ろした楽曲である。「卒業」や「別れ」の瞬間に訪れる複雑な感情が、春風のような爽やかな音色と共に表現される。卒業から発想を広げ、その後に起こる物語が織り交ぜられている。別れの場でしか伝えられない特別な想いを口にする前に走馬灯のように様々な思いが逡巡し、言葉を発した瞬間に涙が溢れて止まらなくなるような情景に、春の穏やかで暖かい日差しが教室や帰り道に差しているのをイメージして制作された。直接的な別れの表現は登場しないが、言葉を出す前の記憶のフラッシュバックが描かれ、明るいメロディとは裏腹に切ない歌詞が込められている。登場人物の間に流れる空気やシーンは切ないが、それを取り巻く情景は桜吹雪が舞い、快晴で明るいという二面性が描かれている。歌詞をしっかり読み込んで聴く人とメロディやノリの良さに注目して聴く人の両方に良いと思ってもらえるような曲を目指して制作されている。
くじらは花譜が卒業する情景を浮かべつつ明るい曲に仕上げ、聴き手によって想うところが異なる点も含め楽しんでもらいたいと語っている。くじらは花譜をデビュー当時から認知しており、そのころはバーチャルYouTuber黎明期であったため、そのうちの1人という認識であったが、現在では音楽を媒介にしてインターネットやバーチャル、リアル、ライブといった世界を自由に行き来できる唯一無二のアーティストであると考えている。声が素敵で歌が上手く、花譜にしかない記名性のある歌声だと評価している。くじらの得意とする可愛いテイストの曲を想定し、「さようなら、花泥棒さん」や「透明少女」のように、淡々としながらもところどころ跳ねるように歌ってもらえるような楽曲と花譜の歌声のマリアージュを想像しながら制作を進めた。くじら自身の曲は譜割が難しいことが多いが、今作は花譜ありきのため、歌いやすい曲にできたと自負している。完成版を聴くと、想像以上のものに仕上がっていたと語っている。
花譜はこの曲を聴いた際、ふわふわした春の日差しが入り込む昼間の浴槽のような、生活の中にある少し特別な自分だけの空間のイメージを想起したと語っている。現実と幻想の間でゆらゆら妄想しているときの、心が落ち着く心地よさとともに高揚感を思い浮かべ、身を包む温かい感覚と頭で弾け踊る光のような想像をして歌った。

## ミュージックビデオ制作
ディレクターはTakashi Sakurai、タイトルと歌詞のデザインはYazhirushi、プロデューサーはHideyuki Negishiが担当した。